# Cleyera integrifolia
Cleyera integrifolia là một loài thực vật có hoa trong họ Pentaphylacaceae. Loài này được (Benth.) Choisy mô tả khoa học đầu tiên năm 1855.